# Nécropole de Briord
La nécropole de Briord est une nécropole d'époque gallo-romaine et de l'antiquité tardive situé à Briord, dans le département de l'Ain en France.
Elle a été fréquentée du Ier siècle au VIIe siècle, date à laquelle elle paraît avoir été abandonnée. Son exploration archéologique a localisé des centaines de tombes romaines et burgondes ainsi que les fondations et l'amorce de certains murs d'une petite église paléochrétienne.

## Localisation

OpenStreetMap Le site des Plantées et la nécropole.

La nécropole est située dans le département français de l'Ain, sur la commune de Briord, entre le cours du Rhône et les contreforts du Jura, au lieu-dit des Plantées.
Elle se situe sur une petite terrasse, premier gradin de la montagne, sur un terrain fluvio-glaciaire de plus de 300 mètres, ancien lit du Rhône.
Une autre terrasse de même nature, au lieu-dit Sur Plaine, présente un sol constitué de sable et de graviers calcaires mêlés à des cailloux alpins, le tout recouvert d'une épaisseur d'environ un mètre de terre. Exploité par intermittence pour son sable, l'endroit a révélé à plusieurs reprises au XIXe siècle des sépultures antiques.

## Historique des découvertes
Quelques tombes sont mises au jour au hasard de découvertes fortuites sur un petit plateau au-dessus de Briord, au lieu-dit Sur Plaine. En 1901 sur ce site, un cippe ou colonne funéraire est découvert couché sur le côté à 0,6 mètre de profondeur, .
Sur ce site, l'abbé Marchand peut examiner six tombes, constater l'absence de rigueur dans leur exploration et déplorer la dispersion de la plupart du modeste mobilier trouvé dans certaines tombes. Dans le compte-rendu qu'il publie en 1905 dans les Annales de la Société d'émulation, il juge assuré qu'elles datent de l'époque gallo-romaine.
La nécropole proprement dite est découverte en 1956 par Albert Grange sur le site des Plantées, lors de ses recherches d'un hypothétique théâtre romain. Les fouilles systématiques conduites par Henri Parriat et Roger Perraud sont effectuées de 1956 à 1973 avec des équipes de fouilleurs venu de Montceau-les-Mines. Elles localisent plus de quatre cent tombes. Des substructions sont dégagées de 1961 à 1963, fondations d'un édifice cruciforme de 16,6 × 14 mètres dont l'intérieur renferme de nombreux fragments de tuiles plates et de stucs peints. D'abord interprété comme un ou deux monuments funéraires, l'édifice est identifié comme une petite église. Sous ses fondations, quatre foyers ont été datés du Ier siècle et du début du IIe siècle d'après des monnaies et des poteries.
Au lieu-dit sur Plaine, Henri Parriat et Roger Perraud dégagent un grand mur sur 18,75 mètres de longueur, qui soutenait une terrasse dominant la voie romaine qui passait à proximité. Sur cette terrasse devaient se trouver des monuments funéraires, dont les vestiges sont au pied de ce mur.
Les fouilles des Plantées reprennent de 1974 à 1980 plus au nord, et permettent de découvrir de nouvelles tombes.

## Description

### Le cippe deSur Plaine
Découvert par hasard en 1901, le cippe est une colonne funéraire d'un seul bloc, composé d'une base, d'un corps cubique, d'un entablement surmonté d'un fronton triangulaire qui entoure une tête sculptée de face en fort relief. L'ensemble mesure 2,5 mètres de hauteur. Une inscription latine donne la dédicace du monument :
D(is) M(anibus) / et aeternae / memoriae / Conni Tyti<c=O>i / Connia Nicena / coniu<g=C>i pon/endum curavit / et s(ub) a(scia) d(edicavit).
Une lecture approximative a fait croire dans un premier temps à un monument érigé à la mémoire du héros légendaire Cincinnatus. Il s'agit de la tombe d'un dénommé Connus Tytious, placée sous la protection des Dieux Manes et sous le rite de l'ascia, commun dans la région de Lugdunum mais dont la signification reste incertaine.

### Les tombes des Plantées
Les tombes les plus anciennes, des Ier et IIe siècles, sont majoritairement des inhumations qui suivent une orientation nord-ouest/sud-est. Elles sont creusées en pleine terre, mais des vestiges de clou révèlent l'usage de cercueils en bois, qui se sont complètement décomposés en ne laissant que des traces brunâtres. Les fouilleurs ont mis en évidence deux rites funéraires : soit la tombe contient un mobilier tel que vase, lampe ou monnaie, soit elle jouxte un foyer votif où l'on a jeté de la céramique ou de la verrerie préalablement brisée, selon un rituel fréquemment observé en Gaule. Certaines tombes de jeunes enfants contenaient un riche mobilier funéraire. Par exemple la tombe 520 contenait 19 objets, des vases, des assiettes en céramique sigillée, une lampe, une coupe, un gobelet en verre, un pendentif, une clochette et deux monnaies, dont une de Domitien (81-96).
Les inhumations d'époque romaine plus tardive (IIIe et IVe siècles) ont la même orientation ouest/est, mais sont dans des coffrages constitués de tuiles plates (tegula), selon deux assemblages : coffre en parallélépipède, avec un fond de tuiles posées à plat, des bords en tuiles placées sur chant, couvercle en pierre, disparu la plupart du temps. Selon l'autre modèle, moins fréquent, les tuiles sont disposées en toit (tombe en bâtière). Les tombes de ce dernier type sont dépourvues de mobilier d'accompagnement, ce qui les fait présumées comme paléochrétiennes.

### L'église paléochrétienne

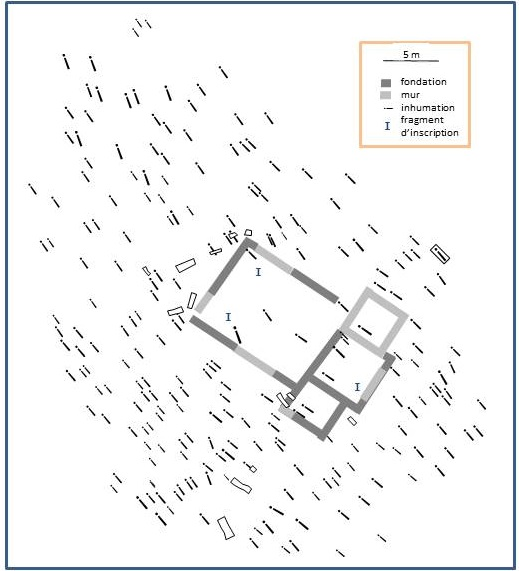
Nécropole des Plantées, antiquité tardive - Tombes et église.

En 1961, les fouilleurs mettent au jour des substructions au plan carré, dégagement qu’ils continuent en 1962 et 1963. Orienté vers le sud-est comme le reste des tombes, l’édifice complet présente un plan rectangulaire, prolongé de trois pièces carrées. Les premières interprétations envisagent un fanum, temple gallo-romain carré, ou des monuments funéraires. L’identification se fixe en 1964 sur une petite église paléochrétienne à une seule nef dont le chevet carré est encadré de deux pièces considérées comme des sacristies, formant un plan cruciforme. Les dimensions sont de 10,35 × 8,35 mètres pour l’extérieur de la nef (9,7 × 7,35 mètres à l’intérieur) et 3,5 × 3,5 mètres pour les sacristies. L’édifice est très ruiné, et d’une qualité de construction médiocre : l’assise des murs épais de 65 cm est faite de gros galets liés au mortier, les élévations qui subsistent sont en galets et en pierres calcaires irrégulières. Le sol en béton de tuileau a presque complètement disparu. Les fouilleurs ont trouvé dans l’édifice quelques débris de revêtement peint en rouge, et de rares tuiles, la plupart ayant probablement été récupérées pour former les tombes tardives.
Trois fragments d'inscriptions funéraires associés à l'église ont été étudiés par Noël Duval et datés du VIIe siècle d'après leur graphie particulière et leur formulation, époque qui aurait vu la ruine définitive de l'église,.

## Chronologie d'utilisation
Après les fouilles de 1980, trois phases d'utilisation de la nécropole sont identifiées.
La première, durant les Ier et IIe siècles, connait un petit nombre d'inhumations en pleine terre et surtout des incinérations, suivies de dépôt dans des fosses sans coffrage. L'absence de tombe datant du IIIe siècle laisse supposer que la nécropole active s'est déplacé au sud de la zone fouillée. La seconde phase, au cours des IVe et Ve siècles, voit exclusivement des inhumations, en pleine terre ou dans des coffrages faits de tegulae. La construction de la petite église date de la fin de cette période.
La dernière phase, aux VIe et VIIe siècles, est identifiée par des inscriptions funéraires datées d'après les derniers consuls d'Occident puis par les règnes de rois mérovingiens,. Elle voit apparaître deux nouveaux aménagements de tombes individuelles, soit en caisson formé de dalles assemblées sans mortier, soit en fosse bordée de pierres, de galets et de divers matériaux de remploi. Cette évolution du rite funéraire pourrait être le signe de la présence d'une nouvelle population, burgonde puis franque. Quelques tombes sont superposées sur les vestiges de l'église, qui a du être abandonnée au cours du VIe siècle.